# بنت فابریک
بنت فابریک (انگلیسی: Bent Fabric؛ ‏ ۷ دسامبر ۱۹۲۴ – ۲۸ ژوئیهٔ ۲۰۲۰) موسیقی‌دان، آهنگساز و نوازنده پیانو اهل دانمارک بود.
از فیلم‌هایی که وی در آن‌ها نقش داشته است، می‌توان به مأمور ۶۹ ینسن در برج قوس، مسابقه بزرگ در پینچ‌کلیف و نورهای سوسوزننده اشاره نمود.